# Виоларит
Виоларит — минерал класса сульфидов.

## Характеристика
Сульфид никеля и железа. Фиолетово-серого цвета, непрозрачный. Редкий, выявлен в одиночных зёрнах в районе Первомайского рудоуправления Криворожского железорудного бассейна.
Описан Ю. Г. Гершойгом и В. М. Куделиным в 1971 году.